# أوليه بازيليفيتش
أوليه بتروفيتش بازيليفيتش (الأوكرانية: Оле́г Петро́вич Базиле́вич) (6 يوليو 1938 - 16 أكتوبر 2018) كان لاعب كرة قدم أوكرانيا، ومدربا، ومديرا رياضيا. يحمل ألقاب "أستاذ الرياضة في الاتحاد السوفيتي"، و"مدرب مُكرَّم في الاتحاد السوفيتي"، و"مدرب مُكرَّم في أوكرانيا".

## مسيرته
لعب بازيليفيتش كرة القدم مع أندية دينامو كييف وتشورنوموريتس أوديسا وشاختار دونيتسك، وفاز بالدوري السوفييتي مع دينامو كييف في عام 1961، وكأس الاتحاد السوفييتي في عام 1964. لعب بازيليفيتش مع دينامو كييف من عام 1957 إلى عام 1965 في 161 مباراة وسجل 53 هدفًا.
اشتهر بسرعته العالية، وتقنيته في التحكم بالكرة، ولعبه الممتاز في الكرات الهوائية. ويُتذكّر كثيرًا بأنه كان غالبًا ما يتمركز عند القائم البعيد لفليرِي لوبانوفسكي. وقد سجّل الثنائي بازيلفيتش ولوبانوفسكي 11 هدفًا من أصل 29 هدفًا أحرزها الفريق في بطولة عام 1966.
بعد مسيرته الكروية، أصبح بازيليفيتش مديرًا فنيًا. وبصفته مديرًا فنيًا مساعدًا مع فاليري لوبانوفسكي، فاز بازيليفيتش مع دينامو كييف بكأس الكؤوس الأوروبية في موسم 1974-1975، وكأس السوبر الأوروبي موسم 1975 (كما فاز بالميدالية البرونزية مع منتخب الاتحاد السوفيتي الأولمبي في دورة الألعاب الأولمبية الصيفية لعام 1976).
في عامي 1977–1978، كان المدرب الرئيسي لفريق دينامو مينسك، وفي عام 1979 تولّى تدريب باختاكور طشقند. وقد نجا من حادث تحطّم الطائرة الذي أودى بحياة معظم لاعبي فريق باختاكور في 11 أغسطس 1979، إذ سافر قبل الفريق بيوم إلى سوتشي (ليزور زوجته وابنه اللذين كانا هناك في عطلة)، وكان ينوي الالتحاق بالفريق في اليوم التالي.
أُقيل بازيلفيتش من منصبه كمدرب رئيسي للمنتخب الأوكراني في عام 1994، عندما خسر فريقه على أرضه أمام ليتوانيا بنتيجة 0-2 في أول مباراة له في المسابقات الرسمية. ومن 1998 إلى 2001 ترأس لجنة الاتحاد الأوكراني لكرة القدم التي كانت تعمل مع المنتخبات الوطنية.

## إحصائياته مُدرّبا
| الفريق   | من            | إلى           | السّجلّ | السّجلّ | السّجلّ | السّجلّ | السّجلّ        |
| الفريق   | من            | إلى           | م     | ف     | ت     | خ     | نسبة الفوز % |
| -------- | ------------- | ------------- | ----- | ----- | ----- | ----- | ------------ |
| أوكرانيا | 27 أبريل 1993 | 7 سبتمبر 1994 | 11    | 4     | 3     | 4     | 036٫36       |
| المجموع  | المجموع       | المجموع       | 11    | 4     | 3     | 4     | 036٫36       |

## الإنجازات
- بطل الاتحاد السوفييتي: 1961 (لاعبا)، 1974، 1975 (مدربا)
- الميداليات الفضية في الدوري السوفييتي : 1960، 1965 (لاعبا)
- كأس الاتحاد السوفيتي : 1964 (لاعبا)، 1974 (مدربا)
- كأس الكؤوس الأوروبية: 1975 (مدربا)
- كأس السوبر الأوروبي: 1975 (مدربا)
- الميدالية البرونزية في الألعاب الأولمبية : 1976 (مدربا)

## وفاته
في يناير 2017، كانت هناك تقارير عن إصابة بازيليفيتش بمرض باركنسون غير القابل للشفاء، والذي عانى منه لسنوات عديدة.
في 16 أكتوبر 2018، توفي أوليه بازيليفيتش في كييف، ودُفن في الجادة المركزية بمقبرة بايكوف.

## روابط خارجية
- أوليه بازيليفيتش على موقع قاعدة بيانات كرة القدم.إي يو (الإنجليزية)